# Pakistanische Cricket-Nationalmannschaft gegen Afghanistan in der Saison 2022/23
Die Tour der pakistanischen Cricket-Nationalmannschaft gegen Afghanistan in der Saison 2022/23 fand vom 24. bis zum 27. März 2023 in den Vereinigten Arabischen Emiraten statt. Die internationale Cricket-Tour war Bestandteil der Internationalen Cricket-Saison 2022/23 und umfasste drei Twenty20s. Afghanistan gewann die Serie 2–1.

## Vorgeschichte
Afghanistan spielte zuvor eine Tour in den Vereinigten Arabischen Emirate und Pakistan gegen Neuseeland. Das letzte Aufeinandertreffen der beiden Mannschaften bei einer Tour fand in der Saison 2013/14 in den Vereinigten Arabischen Emiraten statt.
Ursprünglich war geplant, dass Afghanistan zu diesem Zeitpunkt seine Begegnungen in der ICC Cricket World Cup Super League 2020–2023 gegen Australien austragen sollte. Die australische Mannschaft weigerte sich jedoch diese Spiele zu bestreiten, nachdem die afghanische Regierung Frauen den Zugang zu den Universitäten verweigerte. Auch waren Begegnungen der Super League zwischen Afghanistan und Pakistan geplant, nachdem sie auf Grund der COVID-19-Pandemie im Jahr 2021 verschoben werden mussten. Doch da sich beide Teams schon für den Cricket World Cup 2023 qualifiziert hatten, verschoben sie die ODIs in den August und ersetzten sie durch Twenty20s.

## Stadion
Das folgende Stadion wurde für die Tour als Austragungsort vorgesehen.
| Stadion                             | Stadt   | Kapazität | Spiele      |
| ----------------------------------- | ------- | --------- | ----------- |
| Sharjah Cricket Association Stadium | Sharjah | 27.000    | 1. – 3. T20 |

## Kaderlisten
Pakistan benannte seinen Kader am 13. März 2023. Afghanistan benannte seinen Kader am 21. März 2023.
| Twenty20 | Twenty20 |
| Afghanistan | Pakistan |
| --- | --- |
| - Rashid Khan (K) - Fareed Ahmad - Noor Ahmad - Sharafuddin Ashraf - Sediqullah Atal - Fazalhaq Farooqi - Usman Ghani - Rahmanullah Gurbaz (wk) - Karim Janat - Mohammad Nabi - Gulbadin Naib - Naveen-ul-Haq - Azmatullah Omarzai - Mujeeb Ur Rahman - Ibrahim Zadran - Najibullah Zadran - Afsar Zazai | - Shadab Khan (K) - Iftikhar Ahmed - Faheem Ashraf - Saim Ayub - Mohammad Haris (wk) - Ihsanullah - Azam Khan (wk) - Zaman Khan - Shan Masood - Mohammad Nawaz - Abdullah Shafique - Naseem Shah - Tayyab Tahir - Imad Wasim - Mohammad Wasim |

## Twenty20 Internationals

### Erstes Twenty20 in Sharjah
| 24. März Scorecard | Sharjah | Pakistan 92-9 (20)                | – | Afghanistan 98-4 (17.5) |
|                    |         | Afghanistan gewinnt mit 6 Wickets |   |                         |

Pakistan gewann den Münzwurf und entschied sich als Schlagmannschaft zu beginnen. Für sie bildete Eröffnungs-Batter Saim Ayub zusammen mit dem vierten Schlagmann Tayyab Tahir eine Partnerschaft. Ayub schied nach 17 Runs aus und Tahir nach 16. Daraufhin folgten Imad Wasim und Shadab Khan. Khan verlor sein Wicket nach 12 und Wasim nach 18 Runs. Die verbliebenen Batter erhöhten die Vorgabe auf 93 Runs. Beste afghanische Bowler mit jeweils zwei Wickets waren Mujeeb Ur Rahman für 9 Runs, Mohammad Nabi für 12 Runs und Fazalhaq Farooqi für 13 Runs. Für Afghanistan erzielte Rahmanullah Gurbaz 16 Runs, bevor Mohammad Nabi und Najibullah Zadran die Vorgabe einholen konnten. Nabi erreichte dabei 38* Runs und Zadran 17* Runs. Bester pakistanischer Bowler war Ihsanullah mit 2 Wickets für 17 Runs. Als Spieler des Spiels wurde Mohammad Nabi ausgezeichnet. Dies war der erste Sieg gegen Pakistan für die afghanische Mannschaft überhaupt.

### Zweites Twenty20 in Sharjah
| 26. März Scorecard | Sharjah | Pakistan 130-6 (20)               | – | Afghanistan 133-3 (19.5) |
|                    |         | Afghanistan gewinnt mit 7 Wickets |   |                          |

Pakistan gewann den Münzwurf und entschied sich als Schlagmannschaft zu beginnen. Für sie bildete Eröffnungs-Batter Mohammad Haris zusammen mit dem vierten Schlagmann Tayyab Tahir eine Partnerschaft. Nachdem Haris nach 15 Runs ausschied etablierte sich Imad Wasim. Tahir verlor sein Wicket nach 13 Runs und wurde gefolgt durch Shadab Khan, der mit dem letzten Ball des Innings nach 32 Runs ausschied. Wasim hatte bis dahin 64* Runs erreicht und so die Vorgabe auf 131 gesetzt. Bester afghanischer Bowler war Fazalhaq Farooqi mit 2 Wickets für 19 Runs. Für Afghanistan bildete Eröffnungs-Batter Rahmanullah Gurbaz zusammen mit dem dritten Schlagmann Ibrahim Zadran eine Partnerschaft. Gurbaz erreichte 44 Runs und wurde durch Najibullah Zadran ersetzt. Ibrahim Zadran verlor sein Wicket nach 23 Runs, woraufhin Mohammad Nabi mit Najibullah Zadran die Vorgabe mit dem vorletzten Ball einholen konnte. Najibullah Zadran erreichte dabei 23* Runs und Nabi 14* Runs. Die pakistanischen Wickets erzielten Zaman Khan und Ihsanullah. Als Spieler des Spiels wurde Fazalhaq Farooqi ausgezeichnet.

### Drittes Twenty20 in Sharjah
| 27. März Scorecard | Sharjah | Pakistan 182-7 (20)          | – | Afghanistan 116 (18.7) |
|                    |         | Pakistan gewinnt mit 66 Runs |   |                        |

Afghanistan gewann den Münzwurf und entschied sich als Feldmannschaft zu beginnen. Für Pakistan bildete Eröffnungs-Batter Saim Ayub zusammen mit dem dritten Schlagmann Tayyab Tahir eine Partnerschaft. Tahir schied nach 10 Runs aus und der hineinkommende Abdullah Shafique erreichte 23 Runs. Daraufhin kam Iftikhar Ahmed ins Spiel und Ayub schied nach 49 Runs aus. An der Seite von Ahmed erreichte Imad Wasim 13 Runs und es folgte eine weitere Partnerschaft mit Shadab Khan. Wasim verlor dann sein Wicket nach 13 Runs, während Khan ungeschlagen mit 28* Runs das Innings beendete und so die Vorgabe auf 183 Runs erhöhte. Bester afghanischer Bowler war Mujeeb Ur Rahman mit 2 Wickets für 28 Runs. Für Afghanistan bildeten die Eröffnungs-Batter Rahmanullah Gurbaz und Sediqullah Atal eine Partnerschaft. Gurbaz schied nach 18 Runs aus und Atal nach 11. Daraufhin formten Usman Ghani und Mohammad Nabi eine Partnerschaft. Nabi erreichte dabei 17 Runs und Ghani 15 Runs.  Daraufhin kam Rashid Khan ins Spiel, der mit Azmatullah Omarzai eine Partnerschaft bildete. Khan erreichte 16 Runs, bevor Omarzai im vorletzten Over das letzte Wicket nach 21 Runs verlor. Beste pakistanische Bowler waren Shadab Khan mit 3 Wickets für 13 Runs und Ihsanullah mit 3 Wickets für 29 runs. Als Spieler des Spiels wurde Shadab Khan ausgezeichnet.

## Auszeichnungen

### Player of the Series
Als Player of the Series wurde der folgende Spieler ausgezeichnet.
| Serie | Player of the Series |
| ----- | -------------------- |
| T20I  | Mohammad Nabi        |

### Player of the Match
Als Player of the Match wurden die folgenden Spieler ausgezeichnet.
| Spiel   | Player of the Match |
| ------- | ------------------- |
| 1. T20I | Mohammad Nabi       |
| 2. T20I | Fazalhaq Farooqi    |
| 3. T20I | Shadab Khan         |